# Bill and Coo
Bill and Coo ist ein US-amerikanischer Fantasyfilm aus dem Jahr 1948, bei dem Dean Riesner Regie führte. Der Film wurde 1948 mit einem Ehrenoscar ausgezeichnet.
Das Drehbuch geht auf eine Geschichte Ken Murrays zurück, die bereits in seinen „Blackouts“ enthalten war, seinerzeit beliebten Bühnenshows in Hollywood.

## Handlung
In Chirpendale gibt es alles, was es in anderen kleinen Städten auch gibt, beispielsweise viele Parkplätze sowie eine Bar, in der die gefiederten Bewohner einen Drink zu sich nehmen und jazzige Musik hören können, ein Mikrokosmos der Gesellschaft. Leider wird den Tieren jedoch  durch eine böse schwarze Krähe namens „The Black Menace“, von der sie terrorisiert werden, das Leben schwer gemacht. Für ihre Ergreifung sind von den Behörden 500 Beeren als Belohnung ausgesetzt. Als eine Vogeldame durch die Krähe in Not gerät, kommt ihr ein junger couragierter Vogel namens Bill Singer, ein Taxifahrer, zu Hilfe. Bill ist in die Vogeldame Coo verliebt und träumt davon, Coo zu heiraten, was aber bisher daran gescheitert ist, dass Coos Vater einer der reichsten Einwohner von Chirpendale ist, während Bills Mutter als Waschfrau arbeitet.
Für den Fall eines Angriffs durch die Krähe, hat Bill einen Plan entwickelt, die „Operation Scarecrow“, der vorsieht, die Krähe mit dem Sur-Fyr-Krähenköder einzufangen. Während ein Zirkus in Chirpendale Halt macht, finden Bill und Coo einige Momente der Zweisamkeit. Gestört werden sie, als Alarm erklingt, Bill weiß sofort, dass „Black Menace“ im Anflug ist. Viele Bewohner des Städtchens fliehen in ihr unterirdisches Versteck namens „Fraid Hole“. Die schwarze Krähe bedroht eine Straßenbahn und setzt sodann Beatrice Fairfinchs Streichholzzaun in Brand. Auch Coo gerät beim Brand in Gefahr und wird durch Bill gerettet. Als die Krähe bemerkt, dass ihr Plan erst einmal vereitelt worden ist, zieht sie sich zurück. Wie Bill  am nächsten Morgen der Zeitung entnehmen kann, plant man, ihn am Abend für seinen Mut im Zirkus zu ehren. Ein buntes Rahmenprogramm, in dem nicht nur die Vögel, sondern auch andere tierische Bewohner von Chirpendale, ihre besonderen Fähigkeiten unter Beweis stellen, rundet die Ehrung ab.
Da viele Bewohner des Städtchens im Zirkus sind, nimmt die schwarze Krähe dies zum Anlass, die menschenleeren Straßen in Augenschein zu nehmen. Ihr Angriff auf ein Kino wird von Johnny Lu beobachtet, der Bill informiert. Nachdem Bill zuerst in eine gefährliche Lage gerät, gelingt es ihm jedoch mittels einer Kanone die Aufmerksamkeit der „schwarzen Gefahr“ auf sich zu ziehen und die Krähe mittels des Sur-Fyr-Köders einzufangen und in Gewahrsam zu nehmen. Nun ist es an der Zeit für Bill, zu seiner geliebten Coo zu eilen.

## Produktion

### Produktionsnotizen
Es handelt sich um einen Film der Ken Murray Productions für Republic Pictures. Die Rollen im Film, alle Rollen, werden von echten Vögeln gespielt, die wie Menschen gekleidet sind. Gedreht wurde von Ende März bis Mitte April 1947.
Der Film hält den Weltrekord für das kleinste Filmset. Gefilmt wurde in einem vorbildlich hergestellten kleinem Ort, der auf einem Tisch nachgebildet worden war, der 30 ft × 15 ft (9,14 m × 4,57 m) maß.

### Musik
- Hum a Little Tune, Musik: David Buttolph und Lionel Newman, Text: Royal Foster
  - gesungen von einem Chor in der Eröffnungsszene
- Off to the Circus, Musik: David Buttolph und Lionel Newman, Text: Royal Foster
  - gespielt während der Ballonfahrt
- Tweet-Tweet, Musik: Ray Henderson, Text: Buddy DeSylva und Lew Brown
  - gespielt von der Jukebox
- Mary Had a Little Lamb, traditionelle Weise
  - gespielt während der Eiswarenszene
- Frühlingsstimmen (op. 410, Voices of Spring), Konzertwalzer für Orchester von Johann Strauss (Sohn)
  - gespielt, als Sally erstmals auf der Schaukel zu sehen ist
- Lazy Mary, traditionelle Weise
  - kurz gespielt während die Pension von innen gezeigt wird
- Ouvertüre aus Guillaume Tell, Musik: Gioachino Rossini
  - gespielt, als das Plakat von Roy Robin gezeigt wird
- London Bridge is Falling Down, traditionelle Weise
  - gespielt während der Schulpause
- Three Blind Mice, traditionelle Weise
  - gespielt, während die Vögel auf der Wippe sind
- Pop! Goes the Weasel, Kinderreim aus einem alten Volkstanz
  - gespielt als der Professor von der Wippe fliegt
- Geschichten aus dem Wienerwald (op. 325, Tales fro the Vienna Woods), Musik: Johann Strauss (Sohn)
  - gespielt, als Sallys Mutter nach ihr ruft
- The Washington Post, Musik: John Philip Sousa
  - gespielt während der Zirkusparade
- Walkürenritt, Orchesterwerk von Richard Wagner (The Ride of the Valkyries)
  - gespielt, als das Feuer ausbricht
- Entry of the Gladiators, Musik: Julius Fučík
  - gespielt wenn die Besucher das Zirkuszelt betreten
- An der schönen blauen Donau, (op. 314, On the Beautiful Blue Danube), Donauwalzer von Johann Strauss (Sohn)
  - gespielt während der Nussknacker-Aktion
- For He’s a Jolly Good Fellow, traditionelle Weise
  - gespielt während der Nussknacker-Aktion
- Ouvertüre zu Dichter und Bauer, Musik: Franz von Suppè (Poet and Peasant)
  - gespielt während der Tat von Tilly Titwillow
- Wiener Blut (op. 354, Vienna Blood), Operette von Johann Strauss (Sohn)
  - gespielt, während Tilly sich auf den Boden duckt
- Lohengrin, Vorspiel zum zweiten Aufzug, Oper von Richard Wagner
- Sobre las olas (Over the Waves), Musik: Juventino Rosas
- Kingdom Coming aka The Year of Jubilo, Musik: Henry Clay Work
  - gespielt, nachdem Bill der Falle entkommen ist

### Erstaufführungen
Premiere hatte Bill and Coo am 28. März 1948 in den USA. In Australien wurde der Film am 24. Februar 1949 erstmals gezeigt, in Finnland am 23. Dezember 1949, in Dänemark am 17. November 1950 und in Portugal am 24. Juli 1953. Veröffentlicht wurde er zudem in Brasilien unter dem Titel Bill e Lú.

### Nachwirkungen
Laut der Variety erwarb David W. Siegel 1954 die Vertriebsrechte für den Film, um ihn erneut zu veröffentlichen. 1968 wurde er dann  mit einer zwanzigminütigen neuen Einleitung durch Ken Murray im Fernsehen gezeigt. Abgesehen vom Prolog waren jedoch, wie nicht anders zu erwarten, nur Vögel die Akteure im Film.

## Kritik
Graeme Clarks Bewertung für The Spinning Image war gespalten, als wichtigstes Argument, den Film anzuschauen, sah er nicht die künstlerischen Aktivitäten der Vögel an, sondern diejenigen, in denen sie den Alltag der Menschen simulierten, wie beispielsweise Bill am Steuer seines Taxis, seine Mutter beim Wäschewaschen, die trinkenden Besucher an der Theke der Bar oder am Einarmigen Banditen usw. Regisseur Dean Riesner habe Alltagssituationen treffend umgesetzt. Hinzubekommen, dass die Vögel aufs Stichwort handelten, sei eine wirkliche Leistung, ob die Tiere selbst diese Situation jedoch genossen hätten, sei eine andere Geschichte.
Die Bischofskonferenz der Vereinigten Staaten urteilte, die Geschichte über Vögel, die in anthropomorpher Art agierten, diene eher der Unterhaltung Jugendlicher, obwohl man sie durchaus als Kuriosum bezeichnen könne.

## Auszeichnung
Der Film wurde 1948  mit der Begründung: „In which artistry and patience blended in a novel and entertaining use of the medium of motion pictures“ (Im Film mischen sich Kunst und Geduld in einer neuartigen und unterhaltsamen Weise zu Kinobildern, wodurch das Medium der bewegten Bilder optimal genutzt wird) mit einem Ehrenoscar ausgezeichnet.